# جيمي هيويت
جيمي هيويت (بالإنجليزية: Jamie Hewitt)‏ هو لاعب كرة قدم بريطاني في مركز الدفاع، ولد في 17 مايو 1968 في تشيسترفيلد في المملكة المتحدة. لعب مع نادي تشيسترفيلد ونادي دونكاستر روفرز.

## وصلات خارجية
- جيمي هيويت على موقع قاعدة بيانات كرة القدم.إي يو (الإنجليزية)
- جيمي هيويت على موقع Soccerbase.com (لاعب) (الإنجليزية)